# Bodiocasses
Bodiocasses (también Bajocasses o Baiocasses) es el nombre dado por los romanos a una tribu gala que habitaba una parte de la región de la Gallia Lugdunensis, actual Normandía, cerca de la ciudad de Bayeux.

## Historia
Los Bodiocasses son citados en la obra de Plinio el Viejo en su Naturalis historia:

"Lugdunensis Gallia habet...Viducasses, Bodiocasses, Venelli..."

Su nombre en latín procede de los vocablos Bodio (corneja o grajo) y cassi (cabello, cabellera) de manera que Bodiocasses designaría al pueblo de los que tienen el cabello negro'' (como la corneja).
Los Bodiocasses habrían ocupado la región moderna de la Baja Normandía conocida como Le Bessin, teniendo por principal asentamiento (oppidum) la localidad de Civitas baiocassium o Augustodurum que hoy en día se conoce como Bayeux.
Tenían por vecinos los unelos (al oeste y sur) y los viducasos (al este) sobre quienes habrían tenido una fuerte influencia en el Bajo Imperio, sometiendo a la capital de éstos, Aregenua.
Se conservan restos de su cultura numismática en acuñaciones de estáteras en plata y bronce del siglo II a. C.